# Broad Brook
Broad Brook is een plaats (census-designated place) in de Amerikaanse staat Connecticut, en valt bestuurlijk gezien onder Hartford County.

## Demografie
Bij de volkstelling in 2000 werd het aantal inwoners vastgesteld op 3469.

## Geografie
Volgens het United States Census Bureau beslaat de plaats een oppervlakte van
15,4 km², waarvan 15,3 km² land en 0,1 km² water. Broad Brook ligt op ongeveer 56 m boven zeeniveau.

## Plaatsen in de nabije omgeving
De onderstaande figuur toont nabijgelegen 'incorporated' en 'census-designated' plaatsen in een straal van 16 km rond Broad Brook.